# 蛇宴
蛇宴，是以蛇肉料理為主的宴會，菜單包括不同烹調方式的蛇肉。

## 特点
例如炒蛇肉絲、蛇肉丸、蛇羹等，常見於秋冬季社團聚餐。粤菜有猫蛇共煮名龙虎斗（後來演變為加入烏雞的龍虎鳳）。